# Polyphlyctis unispina
Polyphlyctis unispina är en svampart som först beskrevs av R.A. Paterson, och fick sitt nu gällande namn av Karling 1968. Polyphlyctis unispina ingår i släktet Polyphlyctis och familjen Chytridiaceae.   Inga underarter finns listade i Catalogue of Life.